# Frederic de Hoffmann
Frederic de Hoffmann, född 8 juli 1924, död 4 oktober 1989, var en amerikansk kärnfysiker som arbetade bland annat med Manhattanprojektet, assisterade Edward Teller i utvecklingen av vätebomben och var tillsammans med försvarskoncernen General Dynamics delgrundare till deras division inom kärnteknik, som är idag General Atomics and affiliated companies.
1984 blev de Hoffmann smittad av aids via en blodtransfusion under en operation och den 4 oktober 1989 avled han av sviterna av sjukdomen.